# 뼈대

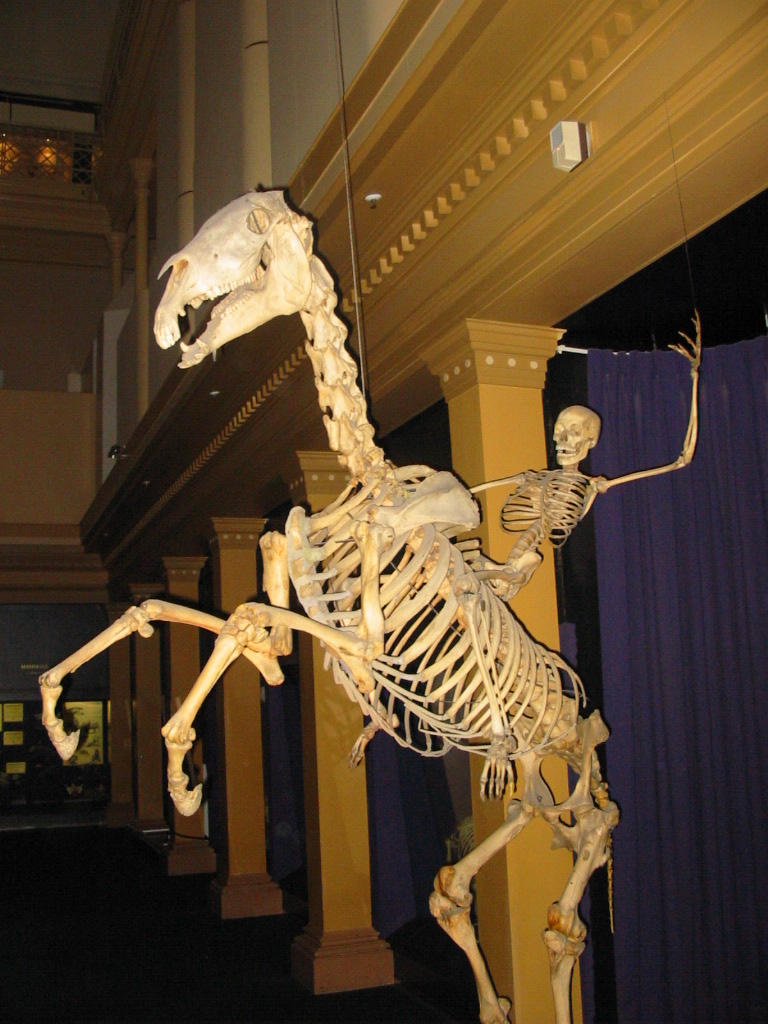
시드니
오스트레일리아 박물관에 전시 중인 사람과 말의 뼈대.

뼈대 또는 골격(骨格/骨骼)은 생물학에서 생체를 지지하는 역할을 하는 생물학적 기관을 말한다. 유기체의 모양을 유지하는 단단한 외부 껍질인 외골격을 포함하여 여러 유형의 골격이 있다. 장기와 연조직이 부착되는 견고한 내부 프레임인 내골격, 그리고 체액의 정수압에 의해 지지되는 유연한 내부 구조인 수골격(hydroskeleton)이 있다.
척추동물은 축추를 중심으로 내골격을 가진 동물로, 골격은 일반적으로 뼈와 연골로 구성된다. 무척추동물은 척추가 없는 다른 동물이며, 이들의 골격은 단단한 외골격(절지동물 및 대부분의 연체동물), 갑옷의 내부 껍질(예: 일부 두족류의 오징어 뼈) 또는 막대(예: 극피동물의 이소골), 정수압으로 지지되는 체강 등 다양하다. 연골은 척추동물과 무척추동물의 골격계에서 발견되는 단단한 결합 조직이다.

## 종류
크게 외골격, 내골격, 유체골격 이 3가지로 나눌 수 있다. 유체골격은 단단한 지지구조가 부족하므로 다른 두 골격과 구분할 수 있다.

### 외골격

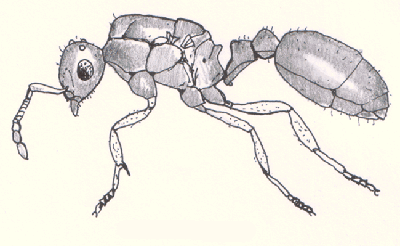
개미의 외골격

외골격(外骨格)은 동물의 몸 표층 가까이 있는 것이 많아 '피부 골격'이라고 불린다. 이것은 주로 표피 또는 진피 속에 '긴 단단한 뼈 모양의 것으로, 극피동물의 석회성 골판(성게 같은 것은 이 작은 골판이 잘 발달되어 있어, 서로 밀착하여 움직이지 않으나, 불가사리 등은 다소 움직일 수 있다)' 어류의 골성린(體性鱗), 그 밖에 파충류인 악어나 포유류인 천산갑 등의 골성판도 외골격에 포함된다. 특히, 키틴질로 이루어진 절지동물의 외골격은 척추동물의 내골격과 비교되는 것으로 새우 등 대형 갑각류는 석회질로 보강된 견고한 껍데기가 발달되어 있다. 이러한 외골격은 몸을 보호하는 데는 매우 유리하지만, 운동면으로는 내골격보다 불리하다고 할 수 있다.
절지동물과 연체동물문(門)은 둘다 외골격 생물이다. 외골격은 성장을 제한하기에, 이 문(門)들의 생물은은 다양한 방법을 사용한다. 대부분의 연체동물은 석회질의 껍데기를 가지고 있으며, 자라면서 껍데기의 지름은 커지고 모양은 바뀌지 않는다. 반면에 절지동물은 자라면서 탈피를 통해서 외골격을 바꾼다. 탈피중에 절지동물은 헌 허물을 부수고 석회화를 통해 새 외골격을 형성한다.

### 내골격

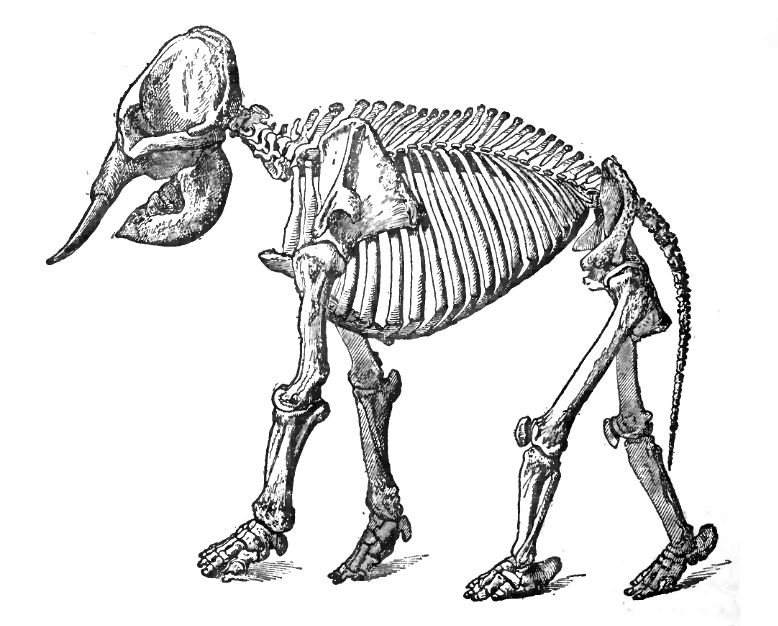
코끼리의 내골격

#### 무척추동물의 내골격
동물 몸 깊숙이 있는 골편으로, 지탱하는 구조로 된 점으로는 골격이라고 할 수 있으나, 운동을 일으키는 근육이 붙어 있지 않다. 해면류의 석회질 또는 규산질로 이루어진 골편이 이에 속한다.

#### 척추동물의 내골격
내골격(內骨格)은 단단한 구조로 구성되어 있으며, 근육에 의해서 움직인다. 그리고 그 중 광물화 혹은 골화된 구조를 뼈라고 한다. 연골은 내골격에 있는 구성요소이며 골격을 지지하고 보충한다. 사람의 귀와 코는 연골에 의해 구성된다. 상어는 몸 전체가 연골로 구성되어 있으며 골화된 뼈는 없다. 뼈와 다른 단단한 조직 간의 연결은 인대로 이루어지며, 근육과의 연결은 힘줄로 이루어진다. 내골격(內骨格)을 크게 분류하면 중축 골격과 외지 골격으로 나눌 수 있다.

##### 중축 골격
척색은 원색동물에서 볼 수 있는 결합 조직의 일종으로, 원장(原腸)의 배벽이 신경관의 배쪽을 따라 부풀어 있는 간상체(桿狀體)로서 외피는 내외 두 층의 막에 싸여 있다. 바깥쪽의 막은 얇고 탄력이 있는 막이고 안쪽의 막은 섬유 모양의 층인데, 양쪽이 다 척색에서 분비된 것이다.

##### 척추
척추동물 특유의 골격으로 다수의 척추뼈가 체절 모양으로 늘어서 있다. 척색에서 진화한 것으로서, 본체는 원통 모양의 추체(椎體)인데, 여기서 갖가지 돌기가 나와 있다. 등쪽에는 한 쌍의 신경 돌기가 있고, 그 끝은 척수를 둘러싸며 합쳐져 추궁(椎弓)이 되고 그 정점은 가시 모양의 돌기를 이루고 있다. 몸통의 척추뼈에는 배쪽에 한 쌍의 혈도 돌기(血道突起)가 있는데, 그 속으로 혈관이 지나고 있다. 어류에서는 이것이 일종의 갈비뼈가 되어 창자를 보호하게 된다. 또 어류 이상의 동물에는 추체의 양쪽에 횡돌기가 있는데, 여기에 갈비뼈가 붙어 있다, 척추뼈의 수는 동물에 따라 달라, 개구리는 10개 밖에 안 되지만, 뱀은 400∼500개의 척추뼈를 지니고 있다. 또 척추뼈는 부위에 따라, 경추·흉추·요추·미추 등으로 구별되고, 구조도 여러 가지로 분화되어 있다.

##### 두골

사람 두개골의 측면부
1. 이마뼈(Frontal bone)
2. 마루뼈(Parietal bone)
3. 코뼈(Nasal bone))
4. 눈물뼈(Lacrimal bone)
5. 벌집뼈(Ethmoid bone)
6. 나비뼈(Sphenoid bone)
7. 뒤통수뼈(Occipital bone)
8. 관자뼈(Temporal bone)
9. 광대뼈(Zygomatic bone)
10. 위턱뼈(Maxilla)
11. 아래턱뼈(Mandible)

척추동물 특유의 것으로 원구류에 처음으로 나타났으며, 포유류에서는 매우 견고한 것으로 발달하고 있다. 발생상으로는 뇌와 감각기를 감싸는 두개골과 구강과 인두의 벽에 생긴 안면골로 구성되어 있다.

##### 외지 골격
외지 골격의 원시형은 지느러미로, 여기에는 무대(無對) 지느러미와 유대(有對)지느러미 두 종류가 있다. 육생 척추동물의 앞·뒷다리는 어류의 유대 지느러미와 같아 계통·발생적으로도 어류의 유대 지느러미와 비교해 볼 수 있다. 외지 골격은 구조상 지골(肢骨)과 유리골(遊離骨)로 구별되는데, 보통 유리골은 동물의 종류에 따라 변화가 많지만, 양서류 이상에서는 대개 오지형(五指型)을 기본으로 하고 있다.

### 유체골격
유체골격은 물 풍선과 유사하다. 자포동물과 환형동물에 있으며, 이 동물들은 작은 물주머니를 둘러싼 근육의 수축으로 그 주머니에 압력을 가함으로써 움직인다. 지렁이와 같은 동물들은 길고 가는 모양에서 짧고 두툼한 모양으로 변하는 과정을 통해 앞으로 이동한다.

## 같이 보기
- 인체골격
- 뼈
- 외골격
- 백골화